# Ctenogobius cervicosquamus
Ctenogobius cervicosquamus es una especie de peces de la familia de los Gobiidae en el orden de los Perciformes.

## Morfología
Los machos pueden llegar a alcanzar los 5 cm de longitud total.

## Hábitat
Es un pez de clima tropical y demersal.

## Distribución geográfica
Se encuentran en Asia: Hainan (la China ).

## Observaciones
Es inofensivo para los humanos.